# Po'e
Po'e (kinesiska: 坡峨乡, 坡峨) är en socken i Kina. Den ligger i den autonoma regionen Guangxi, i den södra delen av landet, omkring 190 kilometer norr om regionhuvudstaden Nanning.
Genomsnittlig årsnederbörd är 1 846 millimeter. Den regnigaste månaden är juni, med i genomsnitt 349 mm nederbörd, och den torraste är februari, med 34 mm nederbörd.